# Lithurgus rufipes
Lithurgus rufipes är en biart som beskrevs av Smith 1853. Lithurgus rufipes ingår i släktet Lithurgus och familjen buksamlarbin. Inga underarter finns listade i Catalogue of Life.